# Orphanodendron
Orphanodendron là một chi thực vật có hoa trong họ Đậu.